# Alfred Baldwin (lekkoatleta)
Alfred Baldwin (ur. 26 marca 1912, zm. 7 lipca 1991) – brytyjski lekkoatleta, średniodystansowiec, medalista mistrzostw Europy z 1938.

## Kariera sportowa
Zdobył srebrny medal w sztafecie 4 × 400 metrów (w składzie: Jack Barnes, Baldwin, Alan Pennington i Godfrey Brown) na mistrzostwach Europy w 1938 w Paryżu. Wystąpił na tych mistrzostwach również w biegu na 800 metrów, ale odpadł w biegu eliminacyjnym.
Był wicemistrzem Wielkiej Brytanii (AAA) w biegu na 880 jardów w 1938.